# Guignon
Pour l’article homonyme, voir Guignon (homonymie).
Le Guignon est un affluent de la rivière Aron dont le cours se situe principalement dans le département de la Nièvre. L'un de ses affluents est le Garat. Il parcourt 25,9 kilomètres.